# Лиски
Лиски (рус. Лиски) град је у Русији у Вороњешкој области. Према попису становништва из 2010. у граду је живело 55.864 становника.

## Географија
Површина града износи 65 km².

## Становништво
Према прелиминарним подацима са пописа, у граду је 2010. живело 55.864 становника, 29 (0,05%) мање него 2002.
| 1939.  | 1959.  | 1970.  | 1979.  | 1989.  | 2002.  | 2010.  |
| ------ | ------ | ------ | ------ | ------ | ------ | ------ |
| 25.490 | 37.638 | 48.682 | 52.375 | 54.039 | 55.893 | 55.864 |